# Oecobius putus
Espèce
Oecobius putus est une espèce d'araignées aranéomorphes de la famille des Oecobiidae.

## Distribution
Cette espèce se rencontre en Égypte, en Azerbaïdjan, du Soudan à l'Iran, en Afghanistan et en Inde.
Elle a été introduite aux États-Unis, au Mexique et en Afrique du Sud.

## Description
La femelle décrite par Shear en 1970 mesure 3,15 mm et le mâle 2,63 mm.

## Publication originale
- O. Pickard-Cambridge, 1876 : « Catalogue of a collection of spiders made in Egypt, with descriptions of new species and characters of a new genus. » Proceedings of the Zoological Society of London, vol. 1876, p. 541-630 (texte intégral).